# Kribi IIe
Kribi IIe est l'une des deux communes de la communauté urbaine de Kribi, département de l'Océan dans la région du Sud au Cameroun. Elle a pour chef-lieu le quartier de Dombé.

## Géographie
La commune s'étend de la rive droite de la rivière Kienké aux rivages maritimes du golfe de Guinée, elle est limitrophe de la commune du Lokoundjé au nord et à l'est. La commune couvre une superficie de 104 km2 soit 0,9% du territoire départemental de l'Océan.
|                 | Lokoundjé |           |
| Golfe de Guinée | Kribi IIe | Lokoundjé |
|                 | Kribi Ier |           |

## Histoire
La commune et l'arrondissement de Kribi IIe sont créés en avril 2007 par démembrement des communes rurale et urbaine de Kribi.

## Population
Les ethnies autochtones de Kribi sont les batanga et les mabi.

## Administration
Outre la mairie de Kribi 2e, la commune compte deux centres d'état-civil secondaires, Bikondo et Londji.
| Période         | Période | Identité               | Étiquette | Qualité |
| --------------- | ------- | ---------------------- | --------- | ------- |
| 31 juillet 2007 | 2020    | Guy Emmanuel Sabikanda | RDPC      |         |
| 2020            |         | Flavy Ntoutoum         | RDPC      |         |

## Chefferies traditionnelles

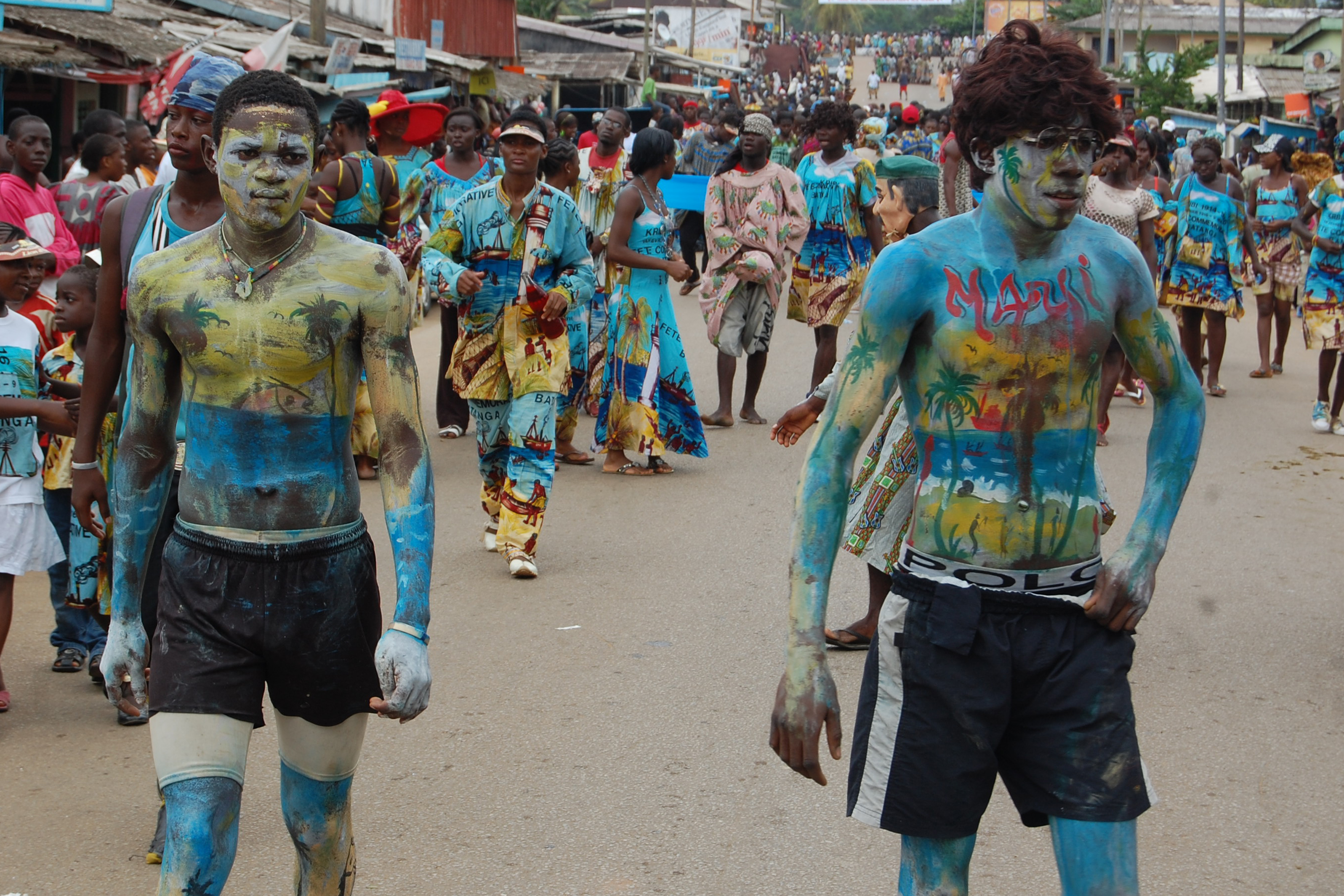
Fête traditionnelle Batanga

L'arrondissement de Kribi 2e compte trois chefferies traditionnelles de 2e degré :
- 828 : Groupement Batanga Nord
- 829 : Groupement Mabi Pfibouri
- 830 : Groupement Enoa Yanda Centre

## Quartiers et villages
Le ressort territorial de l'arrondissement identique à celui de la commune s'étend sur les villages et quartiers suivants: Bibolo, Bebambwe II, Bikondo, Mpolongwe l, Dombe, Mpolongwe II, Nziou, Mpalla, Londji l, Ebouyoe,
Londji II, Elabe, Bebwanbwe l, Ngoye-Wamie, Ngoye-Réserve, Afan-Mabé, New-Town II.

### Kribi Ville
Les quartiers de Kribi Ville sont : Afan-Mabé, Dombé, Eboydé, Elabé, Mpalla, Mpolongwé I, Mpolongwé II, Ngoye, Nziou, Wamié, New Town 2.

### Batanga Nord
Le groupement compte 4 villages : Bebwanbwe l, Bebwanbwe II, Londji l, Londji II.

### Mabi Nord
Le groupement Mabi Nord compte 2 villages : Bikondo, Bilolo.

## Éducation

### Enseignement secondaire
L'enseignement secondaire public est assuré par six établissements :
- Le collège d'enseignement secondaire de Mpalla
- Le collège d'enseignement technique et commercial de Fifinda,
- Le collège d'enseignement technique et commercial de Londji,
- Le lycée bilingue de Kribi,
- Le lycée de Dombé
- Le lycée technique de Kribi.

### Enseignement professionnel
- École normale d’instituteurs de l’enseignement général de Kribi.
- École privée des infirmiers Insolafrica.

## Transports
La commune est desservie par la route nationale 7, axe Edéa-Campo et la route provinciale P8 axe Kribi-Lolodorf.